# RCD Cup 1974
De RCD Cup 1974 was het 5e voetbaltoernooi van de RCD/ECO cup, voor landen van de die lid zijn van de Organisatie voor Economische Samenwerking. Het werd gespeeld tussen 17 en 20 januari 1974 in Karachi, Pakistan. Het toernooi werd gewonnen door Turkije. Iran deed dit keer niet mee aan het toernooi, maar stuurde een club Malavan F.C..

## Eindstand
| Pos | Land         | Wed | Win | Gel | Ver | DV | DT | +/− | Pnt |
| --- | ------------ | --- | --- | --- | --- | -- | -- | --- | --- |
| 1   | Turkije      | 2   | 1   | 1   | 0   | 3  | 2  | +1  | 3   |
| 2   | Malavan F.C. | 2   | 1   | 0   | 1   | 2  | 2  | 0   | 2   |
| 3   | Pakistan     | 2   | 0   | 0   | 2   | 3  | 4  | −1  | 0   |

## Wedstrijden
|                               |                                      |              |          |                                             |
| 17 januari 1974 19:00 (UTC−3) | Iran                                 | 2 – 1        | Pakistan | Hockey Stadium, Karachi Toeschouwers: 5.000 |
| 17 januari 1974 19:00 (UTC−3) | Ghafour Jahani 28' Aziz Espandar 73' | Externe link | 19' ?    | Hockey Stadium, Karachi Toeschouwers: 5.000 |

|                 |                      |              |                             |                                                             |
| 18 januari 1974 | Turkije              | 2 – 2        | Pakistan                    | Hockey Stadium, Karachi Scheidsrechter: Mohsen Zamani (IRN) |
| 18 januari 1974 | Melih Atacan 8', 49' | Externe link | 45' (pen.) Sarvan 85' Idris | Hockey Stadium, Karachi Scheidsrechter: Mohsen Zamani (IRN) |

|                 |                    |              |      |                                                                               |
| 20 januari 1974 | Turkije            | 1 – 0        | Iran | Hockey Stadium, Karachi Toeschouwers: 5.000 Scheidsrechter: Yakup Ahmet (PAK) |
| 20 januari 1974 | Sinan Alayoğlu 85' | Externe link |      | Hockey Stadium, Karachi Toeschouwers: 5.000 Scheidsrechter: Yakup Ahmet (PAK) |